# 요모기타역
요모기타역(일본어: 蓬田駅)은 일본 아오모리현 히가시쓰가루군 요모기타촌에 위치한 동일본 여객철도 쓰가루 선의 철도역이다. 단선 승강장 1면 1선의 구조를 갖춘 지상역이다.

## 이용 현황
- 2000년도 : 99명

## 역 주변
- 국도 제280호선
- 요모기타 촌청

## 역사
- 1951년 12월 5일 : 일본국유철도의 역으로서 개업.
- 1958년 10월 21일 : 소규모를 제외한 화물 취급 폐지.
- 1961년 10월 : 야간 무인화 (아오모리 - 가니타 간 야간 합병 폐색화에 의함).
- 1968년 10월 21일 : 화물 취급 완전 폐지.
- 1987년 4월 1일 : 일본국유철도 분할 민영화에 의해, 동일본 여객철도가 승계.
- 2001년 12월 : 무인화.
- 2008년 12월 : 신 역사 준공. (맞이방만)

## 인접 역
| 쓰가루 선              | 쓰가루 선   | 쓰가루 선          |
| ---------------------- | ----------- | ------------------ |
| 나카사와 아오모리 방면 | ■ 쓰가루 선 | 고사와 민마야 방면 |